# Mario Piana

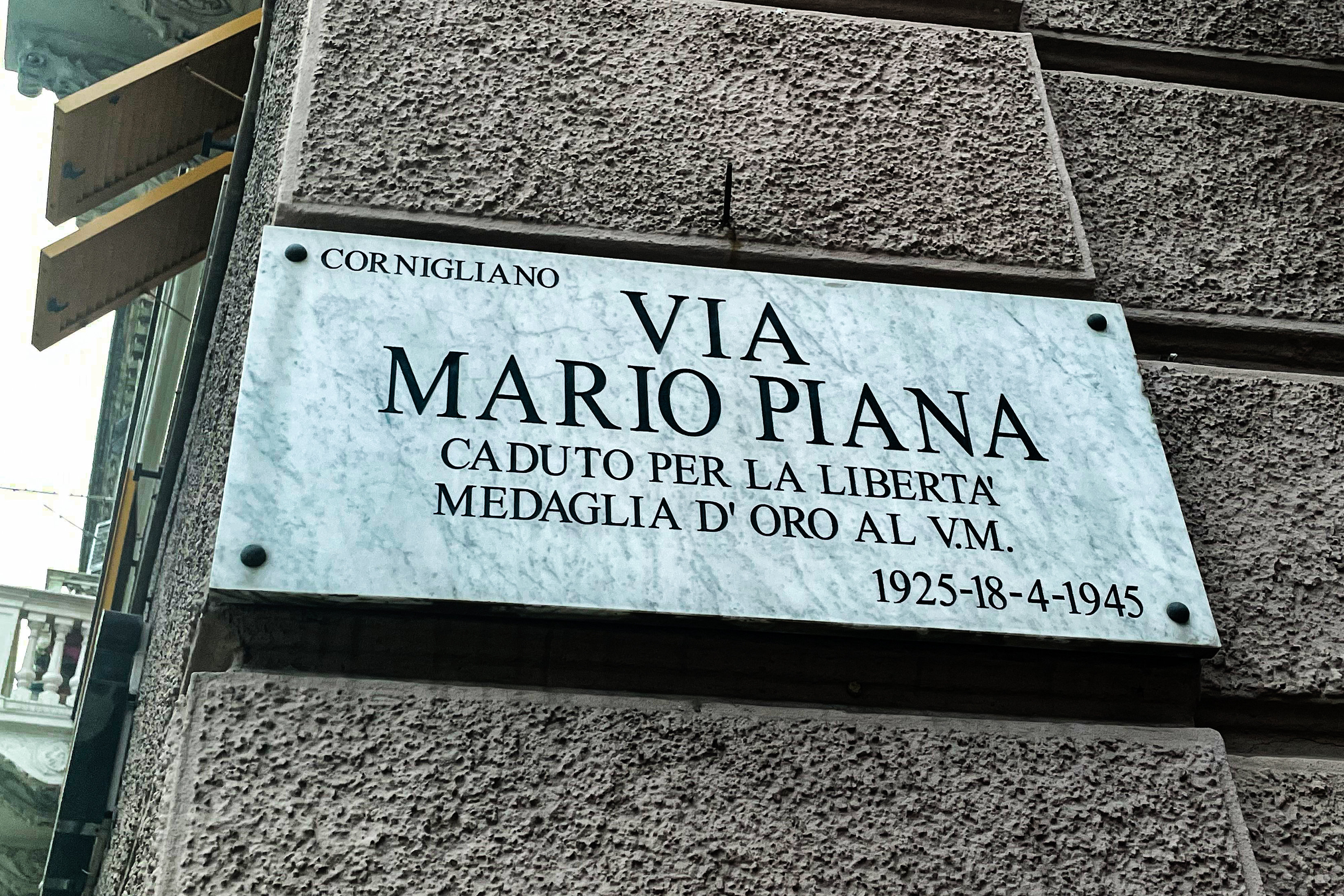
La targa marmorea della via intitolata a Mario Piana nel quartiere di Cornigliano, a Genova

Mario Piana (Sampierdarena, 1925 – Santo Stefano d'Aveto, 13 aprile 1945) è stato un partigiano italiano.

## Biografia
Mario Piana nacque nell'allora comune di Sampierdarena nel 1925. Svolse gli studi presso la scuola professionale e divenne tornitore. Quindicenne, fu assunto presso gli stabilimenti Ansaldo del proprio comune, ma fu in seguito all'Armistizio di Cassibile del settembre 1943 che iniziò la propria attività nella resistenza partigiana, col nome di battaglia di Salita.
Entrato nella terza Brigata Garibaldi "Cichero", nelle file del distaccamento "Peter", nell'agosto 1944 passò come staffetta al servizio del comando del distaccamento "Mario" della Brigata "Berto".
Fra i primi a far parte della resistenza ligure, per le varie missioni a cui partecipò divenne molto celebre fra i partigiani. Salvò in più occasioni reparti partigiani e svolse pericolose azioni di pattugglia. Durante una di queste, venne individuato da una pattuglia nazifascista durante il tentativo di allertare un dottore per un compagno ferito. Uccisi due componenti della pattuglia nel tentativo di fuga, fu ferito e poi abbandonato creduto morto, ma fu salvato da altri partigiani giunti a cercarlo. Fu poi successivamente ricatturato, torturato, e condannato a morte per fucilazione. Si salvò dal plotone di esecuzione, ferito gravemnente, confondendosi fra i cadaveri dei compagni. Raggiunse a stento il proprio reparto e fu ricoverato nell'ospedale partigiano da campo di Santo Stefano d'Aveto. Dopo un mese di agonia non sopravvisse, morendo, ventenne, il 13 aprile 1945.
Gil fu conferita la Medaglia d'oro al valor militare alla memoria.
Una via di Genova è a lui intitolata.